# Lysimachia crista-galli
Lysimachia crista-galli är en viveväxtart som beskrevs av Renato Pampanini och Hand.-mazz. Lysimachia crista-galli ingår i släktet lysingar, och familjen viveväxter. Inga underarter finns listade i Catalogue of Life.